# Pseudo-mémoires
Les pseudo-mémoires, qu’on peut aussi appeler faux mémoires, mémoires imaginaires, ou encore mémoires apocryphes, sont les mémoires fictifs d’un personnage historique dont l’identité est assumée par un auteur qui invente, avec plus ou moins de fidélité, le récit de sa vie à sa place.
Les pseudo-mémoires, qui concernent des personnages historiques, se distinguent des romans-mémoires, qui concernent des personnages fictifs.

## Exemples de pseudo-mémoires
- Gatien de Courtilz de Sandras :
  - Mémoires de M.L.C.D.R. (le comte de Rochefort) (1688), première œuvre de ce type
  - Mémoires de M. d'Artagnan (1700)
  - Mémoires de madame la marquise de Fresne (1722)
- Moi, Claude, de Robert Graves (1934)
- Mémoires d'Hadrien, de Marguerite Yourcenar (1951)
- La mort est mon métier, de Robert Merle (1952)
- Pierre Grimal :
  - Les Mémoires de T. Pomponius Atticus (1976)
  - Les Mémoires d’Agrippine (1992)
- La Nuit du Sérail, de Michel de Grèce (1982), mémoires d'Aimée du Buc de Rivery
- Mémoires écarlates : Moi, Boabdil, dernier sultan de Grenade d'Antonio Gala (1990)
- Moi, Hannibal…, de Giovanni Brizzi (2010 pour l’édition française), mémoires d’Hannibal Barca